# یوسف سیدمهدوی
یوسف سیدمهدوی (زادهٔ ۱۳ خرداد ۱۳۳۳) در تهران، کارگردان و تهیه‌کننده سینما و تلویزیون ایران است.

## زندگی‌نامه
وی فارغ‌التحصیل مدیریت بازرگانی است و فعالیت خود را در تلویزیون به عنوان عضو شورای طرح و برنامه گروه فیلم و سریال آغاز کرد. او فیلمسازی را از سال ۱۳۶۵ با کارگردانی فیلم بلند تلویزیونی گره تجربه نمود.

## کارگردانی
- قفسی برای پرواز (۱۳۸۹)
- جوان امروز (مجموعه تلویزیونی) (۱۳۷۹)
- شن‌های کف رودخانه (۱۳۷۶)
- هدف گم‌شده (مجموعه تلویزیونی) (۱۳۷۳)
- مهر خوبان (مجموعه تلویزیونی) (۱۳۷۴)
- پنجاه و سه نفر (فیلم)
- گره (فیلم)